# Pálné Veres

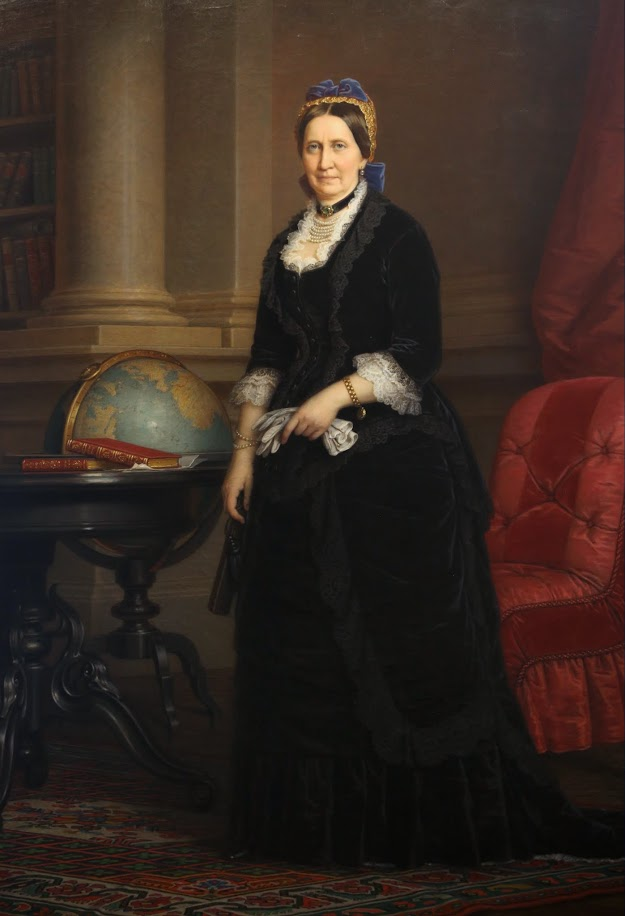
Pálné Veres (Gemälde von Miklós Barabás, 1881)

Pálné Veres (* 13. Dezember 1815 in Lázi, Komitat Neograd als Hermin Karolina Beniczky ; † 28. September 1895 in Váchartyán, Komitat Pest-Pilis-Solt-Kiskun) war eine ungarische Lehrerin und Feministin sowie Pionierin der Frauenbildung. Sie eröffnete die erste Sekundarschule für Frauen in Ungarn und die gründete die Ungarische Nationale Vereinigung für Frauenbildung.

## Leben
Hermin Beniczky stammte aus einer adeligen Familie. Ihr Vater Pál Beniczky starb, als sie ein Jahr alt war und 1830, als sie fünf Jahre alt war, starb ihre Mutter Karolina Sturmann. Ihre Mutter war zu der Zeit eine sehr gebildete Frau, die auch die Kinder im Dorf unterrichtete und auch bei ihren drei Töchtern auf eine angemessene Ausbildung geachtet hatte. Nach dem Tod der Eltern wuchsen die Schwestern auf dem Gut des Großvaters Márton Sturman in Tógyörk auf. Ihr Großvater war ein Fabrikbesitzer. Die eigene Bildung erwarb sich Hermin Beniczky durch das Studium der Bücher in der Familienbibliothek des Großvaters. Sie lernte Fremdsprachen, in der Familie sprach man Deutsch und sie bildete sich auch in anderen Bereichen weiter.
Durch ihre Tante Teréz Beniczky kam sie nach Pest, dort merkte sie, dass ihre Kenntnisse der ungarischen Sprache nicht gut waren und sie nahm Unterricht. Dieser erstreckte sich auch auf  Literatur, Geschichte, Kunst, Geographie und die Wissenschaften. In Pest lernte sie viele einflussreiche Menschen kennen und traf den Landbesitzer und Notar Pál Veres, den sie 1839 heiratete. Gemäß der ungarischen Tradition nahm sie den Namen ihres Mannes an, mit dem Zusatz „né“, der sie als „Frau von“ auswies. Mit ihrem Mann zog sie nach Vanyarc im heutigen Kreis Pásztó. Sie hatten zwei Kinder, von denen die Tochter Szilárda das Erwachsenenalter erreichte, der Sohn starb drei Tage nach der Geburt. Pálné Veres widmete sich der Familie und der Erziehung der Tochter bis in die 1850er Jahre. Sie bemühte sich, ihrer Tochter Szilárda eine gute Ausbildung zu ermöglichen, brachte sie nach Pest, stellte Lehrer an, folgte selbst dem Unterricht und beschäftigte sich mit dem Thema Frauenbildung. Sie befasste sich mit den Prinzipien von Rousseau und Pestalozzi.

## Frauenbildung
Die Rede von Imre Madách 1864 vor der Ungarischen Akademie der Wissenschaften:

„A nő korábban fejlődik, de teljes férfiúi érettségre sohasem jut, könnyebben felfog és tanul, de teremtő géniusz hiányával az emberek irányadó szellemei közé nem emelkedik. Ő mindig csak a szenvedő, sohasem a beható elemet képviseli, s innen, míg a dilettantizmus legkedvesebb kontingensét szolgálja, a művészetet és tudományt előre nem viszi. A nő alárendelt, testi és lelki ereje védelmet, ápolást keres, az erősebb férfiú lelkében éppoly érzéseket költ, mint az elhagyott gyermek, a hervadó virág, megdermedt madár.“

„Eine Frau entwickelt sich früher, erreicht aber nie die volle männliche Reife, es ist für sie leichter wahrzunehmen und zu lernen, aber ohne ein kreatives Genie erhebt sie sich nicht unter den Leitgeistern der Männer. Sie repräsentiert immer nur das Leiden, niemals das durchdringende Element, und von hier aus fördert sie Kunst und Wissenschaft nicht, während sie dem teuersten Kontingent des Dilettantismus dient. Die untergeordnete körperliche und geistige Stärke der Frau sucht Schutz und Fürsorge, die Seele des stärkeren Mannes und fühlt sich wie ein verlassenes Kind, eine welkende Blume, ein gefrorener Vogel.“

die in der Wochenschrift Koszorú veröffentlicht wurden, erboste sie und im Oktober 1865 wurde ihr Aufruf über das Problem der Erziehung von Mädchen, der mit den Worten begann:

„Benső indignatiót okozott bennem mindenkor értelmes férfiak által gyakran ejtett azon vélemény nyilvánulása, hogy a nőnek tudományos műveltsége szükségtelen, és fájdalmas érzéseim közepette felkaroltam gondolatimban nemünk alkotását s földi rendeltetését.“

„Ich war fasziniert von der Manifestation der Meinung, die oft von vernünftigen Männern zu jeder Zeit geäußert wurde, dass die wissenschaftliche Ausbildung einer Frau unnötig sei und inmitten meiner schmerzhaften Gefühle nahm ich die Schöpfung und das irdische Schicksal unseres Geschlechts in meine Gedanken auf.“

Die Reaktionen waren verhalten, so suchte sie die Unterstützung von Bekannten und nach einem weiteren Aufruf konnte im März 1868 die Gründungsversammlung des Frauenausbildungsvereins stattfinden. Zum Slogan des Vereins wurde „Lass uns weitermachen!“
Durch die Arbeit des Vereins konnten Unterschriften gesammelt und Petitionen eingereicht werden. Nach vielen Kämpfen wurde am 17. Oktober 1869 die erste Schule für die Erziehung und Ausbildung von Frauen und Mädchen eröffnet. Ab dem 12. Lebensjahr konnten Mädchen diese Einrichtung besuchen. Die Schule hatte zunächst 14 Schülerinnen in der ersten Klasse und 37 in der zweiten. Pálné Veres und ihr Lehrerteam kämpften anhaltend mit finanziellen Problemen und zunächst konnten sie den Schülerinnen keinen formalen Abschluss ermöglichen. Dennoch hatte die Schule einen sehr guten Ruf, auch im Ausland, und viele Besucher kamen, um sich das Institut genauer anzusehen. Als die Enkelin von Pálné Veres 1880 starb, wurde beschlossen ein Schulgebäude in ihrem Gedächtnis zu errichten und ein zweites wurde 1888 in Erinnerung an den inzwischen verstorbenen Ehemann eingeweiht. Zum 25-jährigen Bestehen des Frauenausbildungsvereins wurde Veres das Goldene Verdienstkreuz mit der Krone für ihre Arbeit verliehen. Bis zu ihrem Tod am 28. September 1895 setzte sie sich für die Bildung von Frauen ein.

## Nachwirkungen

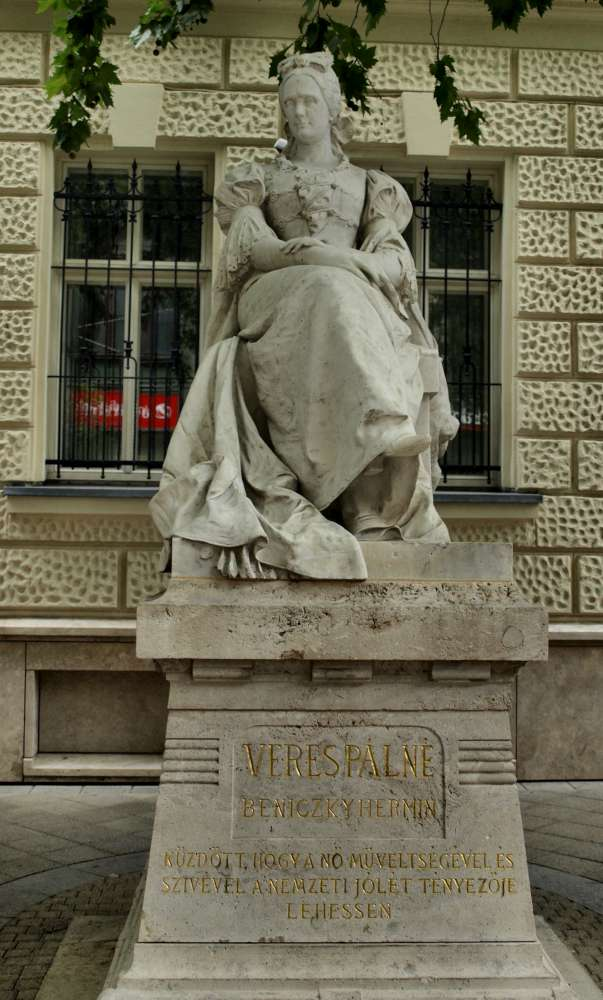

Die Zöldfa utca, in der sie die erste Schule für Frauen errichtete, wurde in „Veres Pálné-Straße“ (Veres Pálné utca) umbenannt. In der Straße, in unmittelbarer Nähe zum Ferenciek tere, befindet sich eine Statue, die an sie erinnert. Die Marmorstatue wurde 1906 auf dem Erzsébet tér errichtet und zählte zu den ersten Statuen in Budapest, die einer Frau gewidmet wurden. Nach der Restaurierung 2001 wurde sie an ihrem heutigen Platz aufgestellt. Darüber hinaus tragen unter anderem in Pásztó, Balassagyarmat, Monor und Vanyarc Straßen ihren Namen.
Das Veres-Pálné-Gymnasium in Budapest ist nach ihr benannt.
Die amerikanische Eventkünstlerin und Feministin Judy Chicago verewigte in den 1970er Jahren Pálné Veres Namen in der Liste der 999 Frauen in ihrer Dinner Party. Dort steht er als „Hermine Veres“ in Goldschrift auf einer der weißen, den Boden bedeckenden handgefertigten, dreieckigen Fliesen geschrieben. Er ist dem Gedeck der englischen Dichterin Emily Dickinson zugeordnet.